# Ariel Di Pierro
Ariel Di Pierro (4 luglio 1970) è un ex giocatore di calcio a 5 uruguaiano.

## Carriera
Con la nazionale maschile di calcio a 5 dell'Uruguay Di Pierro ha disputato il FIFA Futsal World Championship 1996 in cui la selezione sudamericana è stata eliminata nel girone del secondo turno comprendente Brasile, Ucraina e Paesi Bassi.